# Sudbury-Becken
Koordinaten: 46° 36′ N, 81° 11′ W
Das Sudbury-Becken (englisch Sudbury Basin; auch als „Sudbury-Krater“ bezeichnet) ist – nach dem Vredefort-Krater in Südafrika – der zweitgrößte bekannte Einschlagkrater der Erde. Das Becken liegt bei der Stadt Greater Sudbury in der kanadischen Provinz Ontario und entstand beim Einschlag eines rund 10 km großen Asteroiden vor etwa 1,8 Milliarden Jahren. Der Krater hatte ursprünglich einen Durchmesser von ca. 200 bis 250 km. Durch geologische Prozesse wurde der Krater deformiert und in seine heutige, kleinere und elliptische Form von 60 km × 30 km gebracht.
Im Nordosten grenzt das Becken an den Krater, den der Wanapitei Lake ausfüllt. Dieser Einschlagkrater hat einen Durchmesser von 8 km und ist mit einem Alter von 37 Millionen Jahren wesentlich jünger als der Sudbury-Krater.

## Auswirkungen

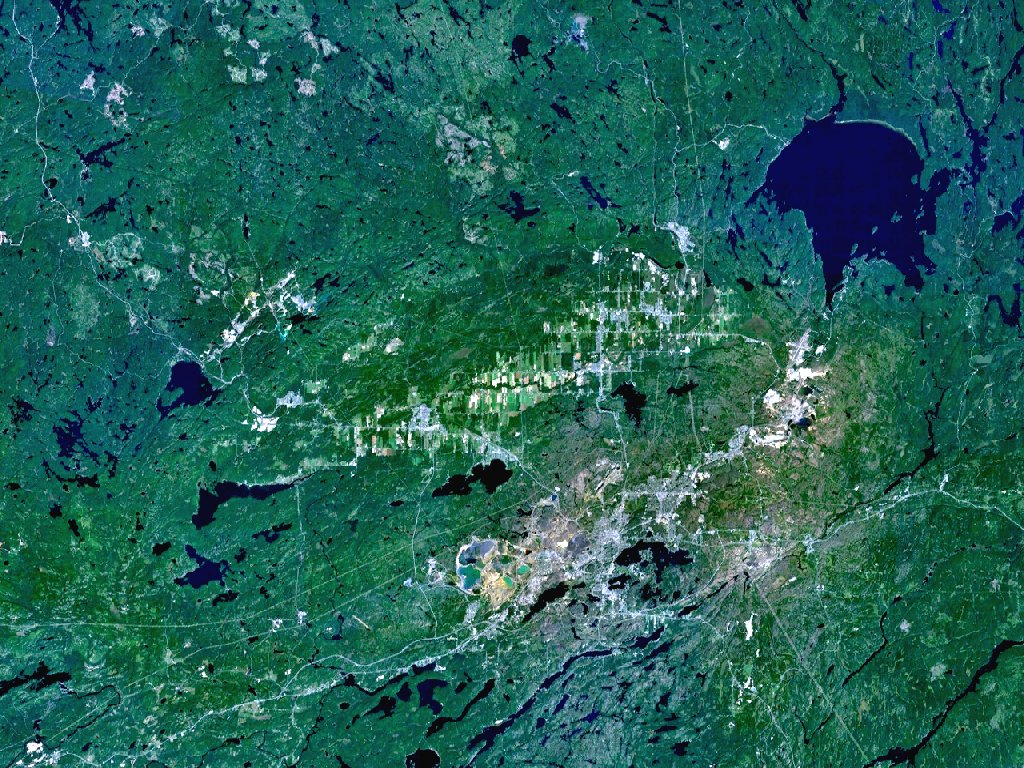
NASA World Wind Satellitenbild vom Sudbury-Becken

An das Sudbury-Becken knüpfen sich die reichsten Nickellagerstätten, die derzeit auf der Erde bekannt sind. Sie entstanden orthomagmatisch während des Einschlages. Durch Druckentlastung kurz nach dem Auftreffen des Asteroiden fand ein Prozess des Aufschmelzens des ultramafischen Gesteins statt, welches zur Bildung einer gabbroiden Schmelze führte. Das Nickel-Erz (Pentlandit) entstand daraufhin durch die Entmischung von sulfidischer und silikatischer Schmelze und das anschließende Abseigern der sulfidischen Schmelze an den Grund der ultramafischen Intrusion. Das Erz befindet sich am Rand und am Boden des ehemaligen Kraters.
Möglicherweise hat der Einschlag auch die Durchmischung des damaligen Ozeans gefördert und so die Bildung der gebänderten Eisenerze beendet.